# Albert Suerbeer
Albert II. Suerbeer (né à la fin du XIIe siècle à Cologne, mort entre novembre 1272 et mars 1273 à Riga) est le premier archevêque de Riga.

## Biographie
Albert étudie à la Sorbonne, a une maîtrise et devient écolâtre de la cathédrale de Brême. Après la mort d'Albert de Buxhoeveden en 1229, il est nommé archevêque de Riga par l'archevêque de Brême Gérard II. Le chapitre de chanoines ne reconnaît pas la nomination et choisit Nicolas de Nauen, prémontré de Magdebourg, que confirme le pape Grégoire IX en 1231.
Plus tard, Albert est élu le 30 septembre 1240 archevêque d'Armagh et devient ainsi primat d'Irlande. Après avoir participé au premier concile de Lyon en 1245, où il soutient le pape, il quitte l'Irlande à la demande du pape Innocent IV pour aller en Allemagne où règne Frédéric II qui en conflit avec le pape. Le pape le désigne ainsi le 10 janvier 1246 archevêque de Prusse, de Livonie et d'Estonie et le 19 mars légat apostolique de Gotland, du Holstein, de Rügen et plus tard de Russie. En 1247, il reçoit le siège vacant de la principauté épiscopale de Lübeck et est administrateur (de) de Chiemsee.
Après la mort de Nicolas de Nauen en 1253, Riga devient un archevêché et Albert, l'archevêque. Les évêchés de Tartu, Saaremaa, Courlande, Sambie, Pomésanie, Warmie et Culm lui sont subordonnés. Selon un compromis convenu avec Guillaume de Modène, il cesse ses activités avec l'Ordre Teutonique.
En 1267, Albert s'allie avec Gosselin III de Schwerin (de). Albert le nomme gouverneur de son diocèse, ce qui conduit à un conflit avec l'Ordre de Livonie. Tandis que Gosselin recrute une armée en Allemagne, l'Ordre prend Albert en otage. Il est forcé de reconnaître l'autorité de l'Ordre.

## Source, notes et références
- (de) Cet article est partiellement ou en totalité issu de l’article de Wikipédia en allemand intitulé « Albert Suerbeer » (voir la liste des auteurs).
- (de) Wilhelm Mantels (de), « Albert II. (Suerbeer) », dans Allgemeine Deutsche Biographie (ADB), vol. 1, Leipzig, Duncker & Humblot, 1875, p. 202-204
- (de) Heinrich Laakmann (de), « Albert II. Suebeer », dans Neue Deutsche Biographie (NDB), vol. 1, Berlin, Duncker & Humblot, 1953, p. 130–131 (original numérisé).